# سازمان تنظیم مقررات صنعت مالی
سازمان تنظیم مقررات صنعت مالی مؤسسه غیردولتی و خصوصی در ایالات متحده آمریکا است، که در زمینه تنظیم مقررات مالی و نظارت بر فعالیت شرکت‌های کارگزاری و بازارهای بورس اوراق بهادار نظارت می‌کند. دفتر مرکزی این سازمان در واشینگتن، دی.سی. قرار دارد.